# Polní lopatka

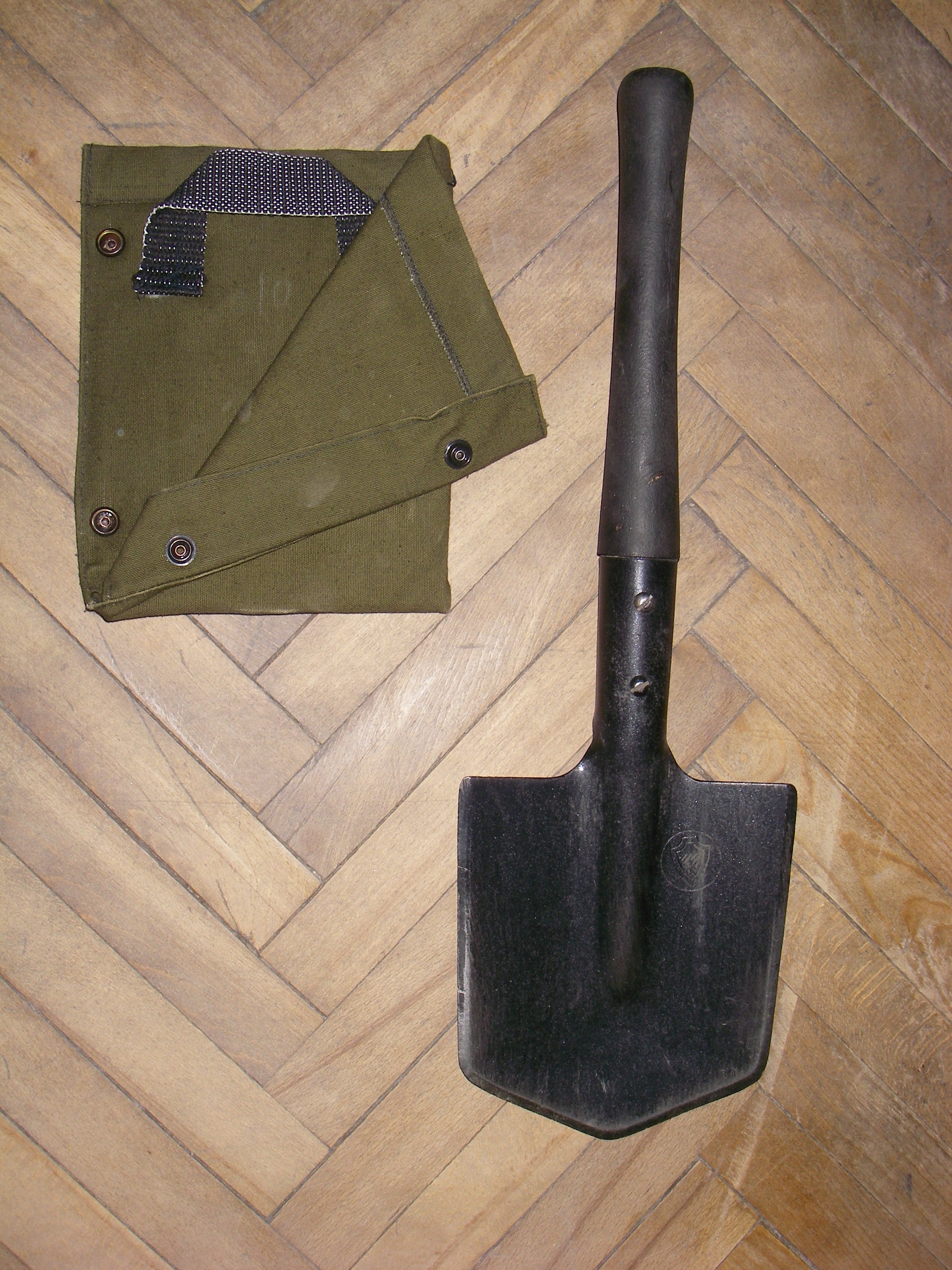
Sovětská polní lopatka MPL-50.

Polní lopatka je vojenský pracovní nástroj podobný malému rýči, který byl běžnou součástí výzbroje (tzv. malé polní) vojáků v poli v mnoha válkách 20. století i dříve. Pěší bojovník (pěšák) tento pracovní nástroj v poli používal zejména pro tvorbu zákopů a střeleckých okopů. Kromě toho tento běžný pracovní nástroj velmi dobře sloužil jako nouzový bojový prostředek v boje muže proti muži, který obvykle v boji nastával v případech, kdy vojákům došlo střelivo i granáty a bylo nutno bojovat primitivními manuálními technikami pomocí bojových nožů, bodáků, polních lopatek či jiného vhodného nářadí.